# Per Inge Bjørlo

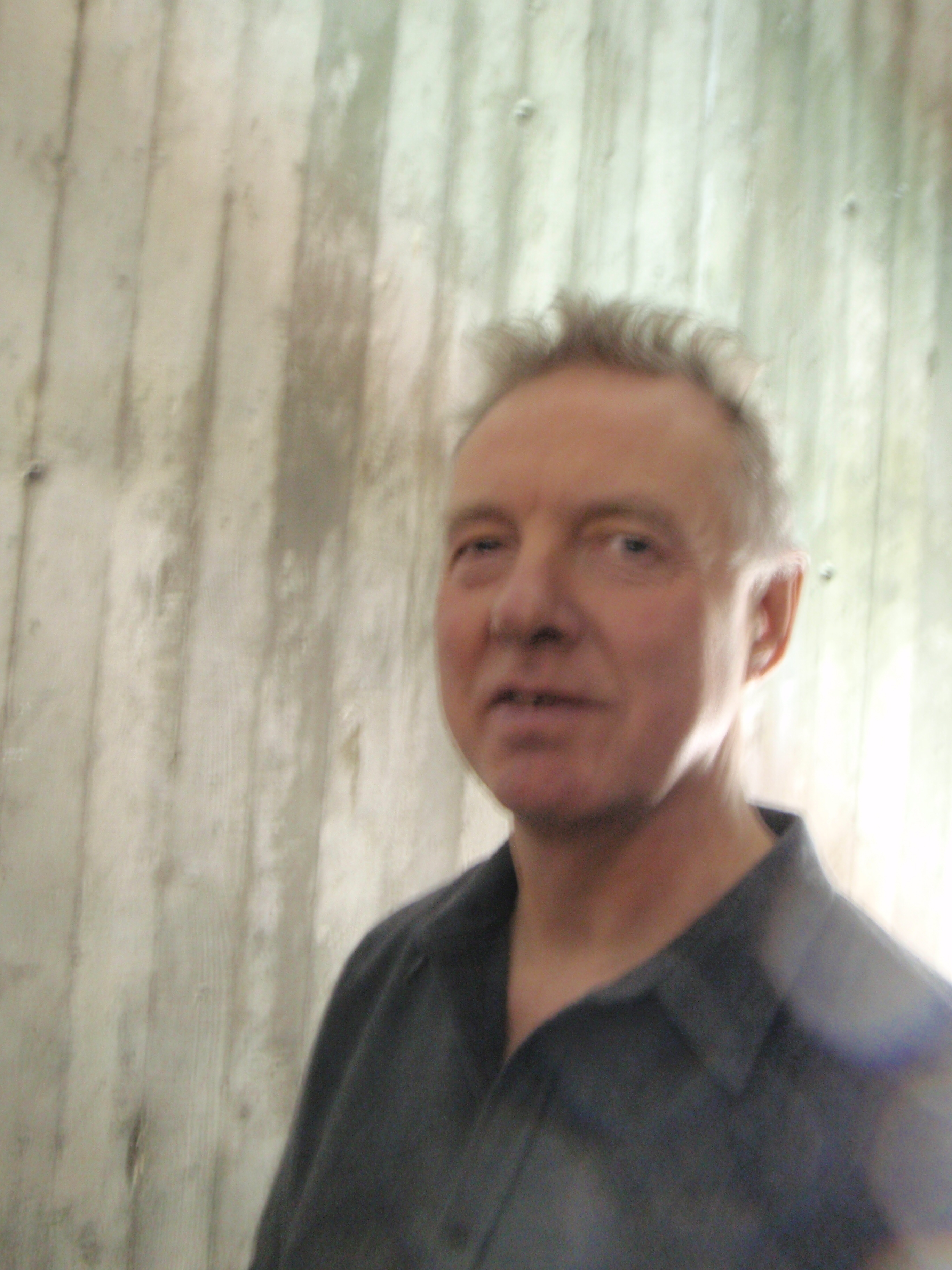
Per Inge Bjørlo

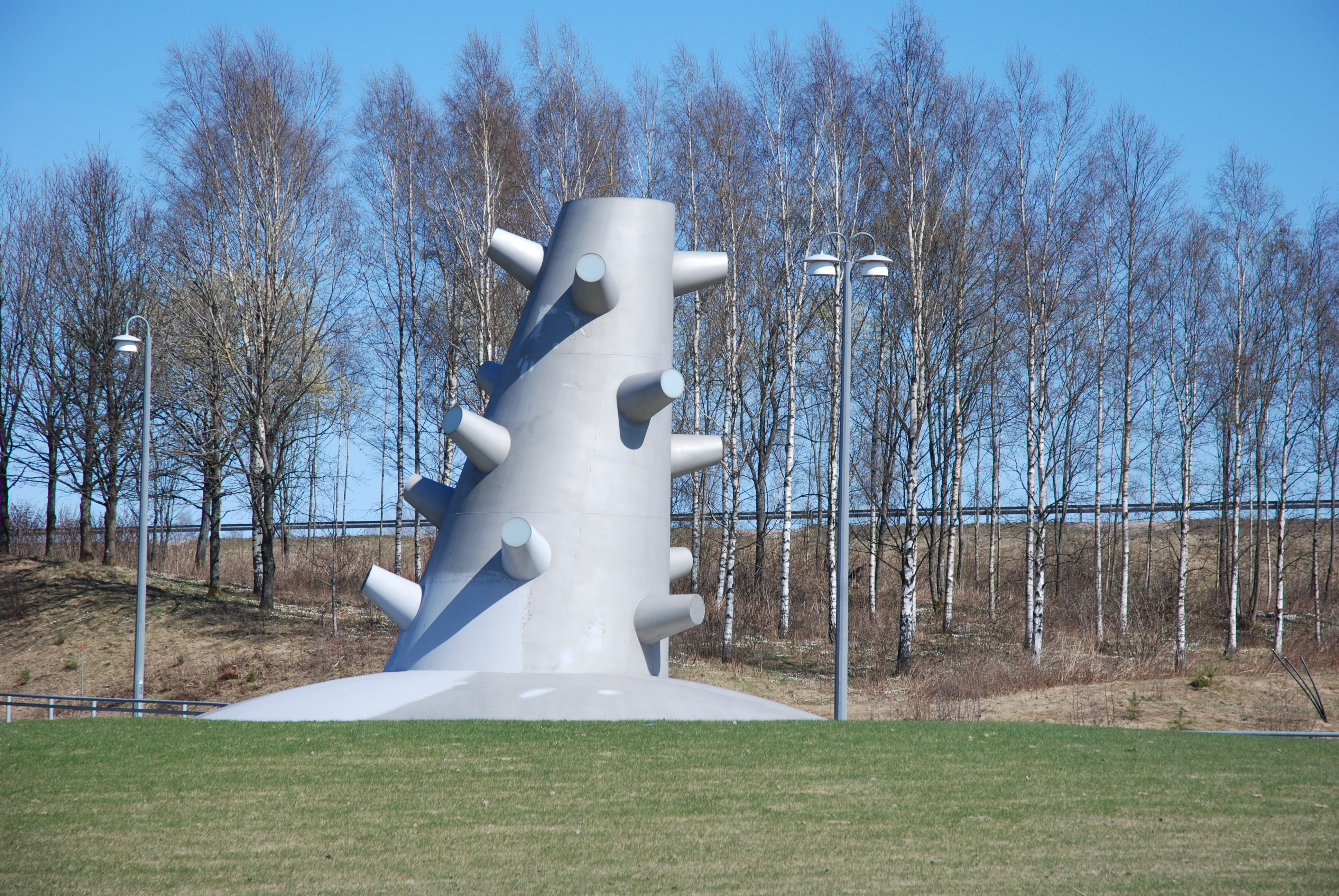
Riktning, Värnamo

Per Inge Bjørlo, född 20 november 1952 i Ålesund, är en norsk skulptör och målare.
Per Inge Bjørlo växte upp i Spjelkavik utanför Ålesund och utbildade sig på Bergen Kunsthåndverksskole 1974-77 och Statens Kunstakademi 1977-81. Han fick 2012 Prins Eugen-medaljen.

## Offentliga verk i urval
- Alexis och andra skulpturer vid flygplatsen Gardermoen utanför Oslo
- Tänkande, 2002, sandblästrad stålplåt, framför Karlstads universitetsbibliotek
- Skall/Kranium, glasfiber, 2002, huvudingången till Universitetet i Agder i Kristiansand
- Riktning, 2003, trafikplatsen vid södra infarten till Värnamo från E4